# 좋은씨앗
좋은씨앗은 1990년대부터 활동하고 있는 대한민국의 CCM 그룹이다.

## 음반
- 5집 더 좋은세상 (1997)
- 에클레시아 8집 (1998)
- Worship1 (1999)
- 사랑과 축복의 노래 CCM 연가 (1999)
- 우린 아이들처럼 4집 (2000)
- Hope 3집 (2000)
- Love (2000)
- Comfort (2000)
- Trinity Red (2001)
- 자유 7집 (2001)
- 가슴아픈 소리를 내는 사람들의 행복 - 치유 (2002)
- 워십2 - 내영을 주께 (2002)
- I LOVE CCM (아이러브씨씨엠) 2집 (2002)
- 오직 주 만이 (2011)
- 좋은씨앗 Old & New (2012)
- 좋은씨앗 9집 선물 (2017)
- 좋은씨앗 9집 선물 (MR) (2017)

## 작사/작곡
- 서정혁 <사랑할수 엠알> (2004)

## 공연
- 좋은씨앗 2017 크리스마스 드라마 콘서트 (2017)